# فريدريك كون
فريدريك كون (بالألمانية: Friedrich Kuhn)‏ هو متزلج جماعي ألماني، ولد في 24 نوفمبر 1919، وتوفي في 8 يناير 2005.

## وصلات خارجية
- فريدريك كون على موقع أوليمبيديا (الإنجليزية)